# Ben Daoud
Ben Daoud (em árabe: بن داود) é uma cidade e comuna localizada na província de Bordj Bou Arreridj, Argélia. Segundo o censo de 2008, a população total da cidade era de 11 632 habitantes.